# Kamen-na-Obí
Kamen-na-Obí (Ка́мень-на-Оби́ en ruso) es una localidad rusa ubicada en el norte del krai de Altái —a pocos kilómetros del óblast de Novosibirsk—, a la orilla izquierda del curso alto río Obi, y a 208 kilómetros al noroeste de Barnaúl, la capital del krai.

## Historia

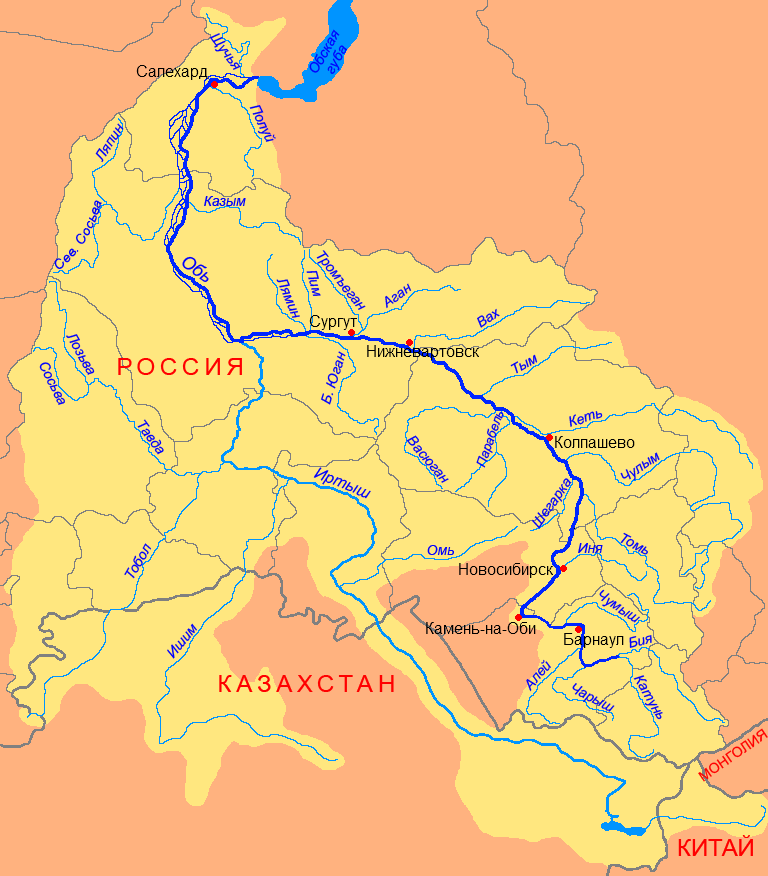
Mapa en ruso del río Obi donde aparece, a la orilla izquierda en su curso alto, Kamen-na-Obí (Ка́мень-на-Оби́)

La localidad fue fundada en 1751 y alcanzó el estatus de ciudad en 1925. Las principales actividades industriales son el procesado de comida y la manufacturación maderera.

## Demografía
| 1926   | 1959   | 1970   | 1979   | 1989   | 1996   | 2002   | 2008   |
| ------ | ------ | ------ | ------ | ------ | ------ | ------ | ------ |
| 22 900 | 30 100 | 35 600 | 40 000 | 42 500 | 44 800 | 44 375 | 45 357 |